# Ronald Howard

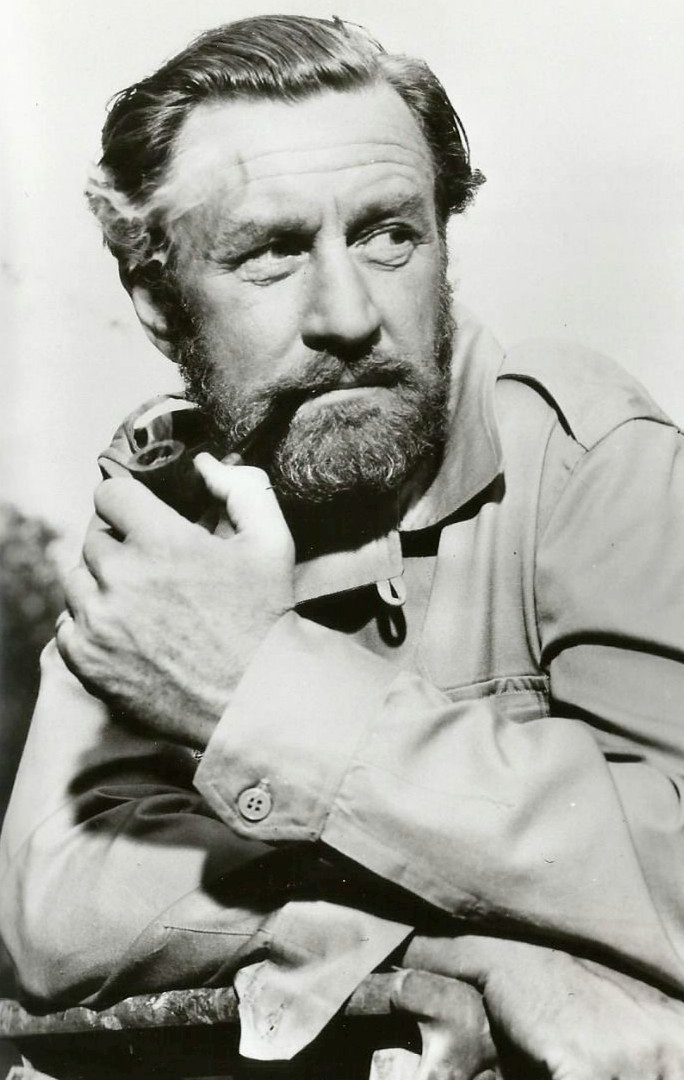
Ronald Howard (1967)

Ronald Howard (* 7. April 1918 in London; † 19. Dezember 1996 in Bridport) war ein britischer Schauspieler.

## Leben und Wirken
Ronald Howard war der Sohn des berühmten Schauspielers Leslie Howard und machte mit 18 Jahren an der Seite seines Vaters in einer kleinen Rolle in George Cukors Romeo und Julia (1936) sein Filmdebüt. Nach dem Schulabschluss arbeitete er allerdings zunächst als Reporter, ehe er sich Anfang der 1940er-Jahre dann doch der Schauspielerei, zunächst am englischen Theater, zuwandte. Unterbrochen wurde seine beginnende Schauspielkarriere durch einen Einsatz in der Navy im Zweiten Weltkrieg. Seine erste Erwähnung in einem Filmabspann hatte er im Jahr 1947 an der Seite von Margaret Rutherford in Anthony Asquiths romantischer Komödie While the Sun Shines.
Ronald Howard wirkte bis in die 1970er Jahre hinein in zahlreichen britischen, US-amerikanischen und französischen Kino- und TV-Produktionen mit. Zu diesen zählen 16 Uhr 50 ab Paddington, in der er wiederum gemeinsam mit Margaret Rutherford vor der Kamera stand, sowie Ein Mann geht seinen Weg mit Gary Cooper und Deborah Kerr in den Hauptrollen und Peter Cushing in einer weiteren Nebenrolle. 1964 wirkte er in der Verfilmung des Romans Wochenend in Zuidcoote des französischen Autors Robert Merle mit. Das Werk wurde unter dem Titel Dünkirchen, 2. Juni 1940 mit Jean-Paul Belmondo in der Rolle der Hauptfigur Julien Maillat verfilmt.
Dem US-amerikanischen Publikum wurde Howard darüber hinaus durch seine Darstellung des Sherlock Holmes in der gleichnamigen 39 Folgen umfassenden US-Fernsehserie (1954–1955) bekannt, die von Sheldon Reynolds produziert wurde. Nach dem Ende seiner Schauspielkarriere Mitte der 1970er-Jahre führte er eine Kunstgalerie und legte 1981 mit In search of my father: a portrait of Leslie Howard eine Biografie seines Vaters vor. Ronald Howard war vom 27. September 1946 bis zu seinem Tod mit Jean Margaret Millar verheiratet, das Ehepaar hatte drei Kinder.

## Filmografie (Auswahl)
- 1936: Romeo und Julia (Romeo and Juliet)
- 1947: While the Sun Shines
- 1948: Mein Bruder Jonathan (My Brother Jonathan)
- 1949: Pique Dame (The Queen of Spades)
- 1951: Konflikt des Herzens (The Browning Version)
- 1953: An der Straßenecke (Street Corner)
- 1954–1955: Sherlock Holmes (Fernsehserie, 39 Folgen)
- 1956: Die Abenteuer von Robin Hood (The Adventures of Robin Hood) (Fernsehserie, 2 Folgen)
- 1957: I Accuse!
- 1958: Chefinspektor Gideon (Gideon's Day)
- 1959: Babette zieht in den Krieg (Babette s'en va-t-en guerre)
- 1960: The Malpas Mystery
- 1960: Das Spinngewebe (The Spider’s Web)
- 1960, 1967: Geheimauftrag für John Drake (Danger Man) (Fernsehserie, 2 Folgen)
- 1961: Happy End im September (Come September)
- 1961: Ein Mann geht seinen Weg (The Naked Edge)
- 1961: 16 Uhr 50 ab Paddington (Murder She Said)
- 1963: Das Schwert des Königs (Siege of the Saxons)
- 1964: Dünkirchen, 2. Juni 1940 (Week-end à Zuydcoote)
- 1964: Die Rache des Pharao (The Curse of the Mummy's Tomb)
- 1966: Gefährliche Abenteuer (Africa, Texas style)
- 1967–1968: Cowboy in Afrika (Cowboy in Africa) (Fernsehserie, 26 Folgen)
- 1971: Leise weht der Wind des Todes (The Hunting Party)
- 1974: Verfolgung (Persecution)
- 1975: Einen vor den Latz geknallt (La parola di un fuorilegge… è legge!)